# Monoxenus turrifer
Monoxenus turrifer är en skalbaggsart som först beskrevs av Aurivillius 1914.  Monoxenus turrifer ingår i släktet Monoxenus och familjen långhorningar. Inga underarter finns listade i Catalogue of Life.